# Luísa de Orléans
Luísa Francisca Maria Laura de Orleães (em francês: Louise Françoise Marie Laure d'Orléans; Cannes, 24 de fevereiro de 1882 – Sevilha, 18 de abril de 1958), foi uma princesa francesa da Casa de Orléans, filha do príncipe Filipe, Conde de Paris e de sua esposa, a princesa Maria Isabel de Montpensier. É bisavó do atual rei da Espanha, Filipe VI.

## Família
Luísa era a filha mais nova de Luís Filipe, Conde de Paris, pretendente ao trono francês com o nome de "Filipe VII", e de Maria Isabel de Orleães. Sua mãe era filha de Antônio, Duque de Montpensier e da infanta Luísa Fernanda da Espanha.

## Casamento e descendência
Em 16 de novembro de 1907, Luísa casou-se em Wood Norton, Evesham, Worcestershire, Reino Unido, com Carlos de Bourbon-Duas Sicílias, viúvo de Mercedes, Princesa das Astúrias. O casal viveu em Madrid e tiveram 4 filhos:
- Carlos Maria de Bourbon-Duas Sicílias (1908-1936). Morreu na Guerra Civil Espanhola lutando no lado Nacionalista.
- Maria das Dores de Bourbon-Duas Sicílias (1909-1996). Em 1937, casou-se com o príncipe polaco Augustyn Józef Czartoryski (1907 - 1946) e tiveram um filho, Adam. Ela casou-se depois com Carlos Chás Ossorio em 1950.
- Maria das Mercedes de Bourbon-Duas Sicílias (1910-2000) casou-se com João, Conde de Barcelona e tornou-se mãe de Juan Carlos da Espanha.
- Maria da Esperança de Bourbon-Duas Sicílias (1914-2005) foi casada com Pedro Gastão de Orleães-Bragança.

## Últimos anos
Em 1931, quando a Segunda República Espanhola foi proclamada, a família deixou a Espanha para a Itália e depois para a Suíça. Em 1939, após a vitória de Francisco Franco na Guerra Civil Espanhola, eles retornaram à Espanha e se estabeleceram em Sevilha.

## Títulos, estilos e honras

### Títulos e estilos
- 24 de fevereiro de 1882 – 16 de novembro de 1907: "Sua Alteza Real, a Princesa Luísa de Orleães"
- 16 de novembro de 1907 – 18 de abril de 1958: "Sua Alteza Real, a Princesa Carlos das Duas Sicílias, Infanta da Espanha"

### Honras
- Espanha: 985.° Dama Nobre da Ordem da Rainha Maria Luísa - .[2][3]